# Liste von Motorcycle-Club-Verboten in Deutschland
Die Liste von Motorcycle-Club-Verboten in Deutschland führt alle bisher erfolgten Verbotsverfahren auf, die einen Motorradclub beziehungsweise eine Outlaw Motorcycle Gang betrafen.

## Strafrechtlicher Hintergrund
Rechtlich betrachtet sind Motorcycle Clubs nach dem Vereinsrecht zu behandeln, selbst wenn die Clubs sich selbst nicht als Vereine deklarieren. Ein Verbot kann auf Grundlage des Art. 9 Abs. 2 GG erfolgen. Hierzu ist eine Verbotsverfügung nach § 3 Abs. I Vereinsgesetz (VereinsG) notwendig, die vom Innenministerium des jeweiligen Landes oder einer oberen Landesbehörde erlassen werden kann. Hierzu ist von der zuständigen Behörde der Nachweis zu erbringen, dass der gemeinschaftliche Zweck oder bestimmte gemeinschaftliche Tätigkeiten des Motorcycle Clubs den Strafgesetzen zuwiderlaufen. Als Grundlage für ein solches Verbot dienen häufig die Erkenntnisse der Staatsanwaltschaften und der ermittelnden Polizeibehörden.
Hinzu kommt meist eine Anklage nach § 129 StGB (Bildung einer kriminellen Vereinigung). Als Konsequenz aus einem Verbot wird der Besitz der Organisation beschlagnahmt. Zudem ist es den ehemaligen Mitgliedern verboten, ihre Clubzugehörigkeit offen zu zeigen. Das bedeutet unter anderem, ihre Kutte darf nicht mehr getragen werden. Der komplette Übertritt eines Chapters zu einem anderen Club gleichen Namens oder eine Neugründung ist ebenfalls untersagt, da man so eine Ersatzorganisation gründen würde.
Es ist auch möglich, auf höherer Ebene (Bundesebene) ein Verbot zu erwirken. Dies betrifft dann den gesamten Club mit allen Chaptern. Dies ist aber nur möglich, wenn der Gesamtheit des Clubs ein Vergehen nach § 129 StGB nachzuweisen wäre. Das erste Verbot betraf den Satudarah MC, das am 24. Februar 2015 durch den Bundesminister des Innern, Thomas de Maizière, verkündet wurde. Es habe ausreichende Belege gegeben, dass der niederländische Mutterclub MC Satudarah Maluku die kriminellen Aktivitäten in Deutschland gelenkt habe.
In jüngster Zeit wurden mit den größeren Clubs auch die sogenannten Supporter-Clubs verboten, die als Teilorganisationen des Clubs betrachtet werden.

## Übersicht
| Nr. | Club | Bundesland             | Verantwortlicher                                                      | Datum      | Kommentar/Aufhebung des Verbots/Quellen |
| --- | --- | ---------------------- | --------------------------------------------------------------------- | ---------- | --- |
| 1   | Hells Angels MC Hamburg | Hamburg                | Alfons Pawelczyk (Innensenator von Hamburg, SPD)                      | 21.10.1983 | Verbot wurde am 12. September 1988 bestätigt, derzeit befindet sich in Hamburg jedoch ein Charter mit dem Namen Harbor City, das nicht als Nachfolgeorganisation gilt |
| 2   | War Angels MC München | Bayern                 | August Lang (Bayerischer Innenminister, CSU)                          | 11.04.1988 | Aufhebung des Verbots am 1. September 1988 durch das Bayerische Verwaltungsgericht München |
| 3   | Gremium MC Mannheim, Karlsruhe, Konstanz, Ludwigsburg und Rastatt                                                                         | Baden-Württemberg      | Innenministerium Baden-Württemberg                                    | 22.11.1988 | Wiederzulassung am 11. März 1992 durch den Verwaltungsgerichtshof Baden-Württemberg |
| 4   | Hells Angels MC Düsseldorf | Nordrhein-Westfalen    | Ministerium für Inneres und Kommunales des Landes Nordrhein-Westfalen | 24.01.2001 | [ 13 ] |
| 5   | Chicanos MC Barnim | Brandenburg            | Ministerium des Innern Brandenburg                                    | 24.08.2009 | Klage vor dem OVG Berlin-Brandenburg wurde im Februar 2010 zurückgewiesen; nach Fristende damit rechtskräftig |
| 6   | Bandidos MC Probationary Neumünster | Schleswig-Holstein     | Klaus Schlie (Innenminister von Schleswig-Holstein, CDU)              | 29.04.2010 | [ 15 ] |
| 7   | Hells Angels MC Flensburg | Schleswig-Holstein     | Klaus Schlie (Innenminister von Schleswig-Holstein, CDU)              | 29.04.2010 | bestätigt am 19. Juni 2012 durch das Schleswig-Holsteinische Oberverwaltungsgericht |
| 8   | Mongols MC Bremen | Bremen                 | Ulrich Mäurer (Innensenator von Bremen, SPD)                          | 20.05.2011 | [ 17 ] |
| 9   | Hells Angels MC Borderland (Pforzheim), zusammen mit Supporter-Club Commando 81 Borderland                                                | Baden-Württemberg      | Innenministerium Baden-Württemberg                                    | 10.06.2011 | [ 18 ] |
| 10  | Hells Angels Frankfurt | Hessen                 | Boris Rhein (Innenminister von Hessen, CDU)                           | 30.09.2011 | [ 19 ] |
| 11  | Hells Angels Westend | Hessen                 | Boris Rhein (Innenminister von Hessen, CDU)                           | 30.09.2011 | [ 19 ] |
| 12  | Hells Angels MC Kiel | Schleswig-Holstein     | Klaus Schlie (Innenminister von Schleswig-Holstein, CDU)              | 18.01.2012 | [ 20 ] |
| 13  | Bandidos MC Aachen zusammen mit den Supporter-Clubs Chicanos MC Aachen, Alsdorf und Düren, dem X-Team Aachen und dem Diablos MC Heinsberg | Nordrhein-Westfalen    | Ralf Jäger (Innenminister von Nordrhein-Westfalen, SPD)               | 26.04.2012 | [ 21 ] [ 22 ] |
| 14  | Hells Angels MC Cologne zusammen mit dem Supporter-Club Red Devils MC Cologne (Köln)                                                      | Nordrhein-Westfalen    | Ralf Jäger (Innenminister von Nordrhein-Westfalen, SPD)               | 03.05.2012 | [ 23 ] |
| 15  | Hells Angels MC Berlin City | Berlin                 | Frank Henkel (Innensenator von Berlin, CDU)                           | 24.05.2012 | Der Hells Angels MC Berlin City sowie die Supporter-Clubs Berlin City MG 81 und Berlin City Crew 81 lösten sich in der Nacht zum 29. Mai 2012 selbst auf, um einem Verbot zuvorzukommen. Ein von Verbot bedrohtes Bandidos-Chapter in Berlin trat geschlossen zu den Hells Angels Potsdam über.                                      |
| 16  | Hells Angels Bremen | Bremen                 | Ulrich Mäurer (Innensenator von Bremen, SPD)                          | 05.06.2013 | , 2020 vom Oberverwaltungsgericht bestätigt |
| 17  | Regionalverband Gremium MC Sachsen | Bundesebene            | Hans-Peter Friedrich (Bundesinnenminister)                            | 03.07.2013 | Das Verbot wurde 2016 vom Bundesverwaltungsgericht und 2020 vom Bundesverfassungsgericht bestätigt. |
| 18  | Hells Angels MC Oder City & Oder City Kurmark                                                                                             | Brandenburg            | Dietmar Woidke (Innenminister Brandenburg)                            | 03.07.2013 | [ 28 ] |
| 19  | Schwarze Schar MC Wismar | Mecklenburg-Vorpommern | Lorenz Caffier (Innenminister von Mecklenburg-Vorpommern, CDU)        | 08.01.2014 | [ 31 ] |
| 20  | Hells Angels MC Chapter Göttingen | Niedersachsen          | Boris Pistorius (Innenminister von Niedersachsen, SPD)                | 24.10.2014 | [ 32 ] |
| 21  | Satudarah MC | Bundesebene            | Thomas de Maizière (Bundesinnenminister)                              | 24.02.2015 | erstes bundesweites Verbot eines MCs |
| 22  | Hells Angels MC Bonn | Rheinland-Pfalz        | Roger Lewentz (Innenminister von Rheinland-Pfalz, SPD)                | 10.03.2016 | Gegen das ursprüngliche Verbot hatte der MC Klage eingelegt, das Oberverwaltungsgericht in Koblenz hob diese Entscheidung aus formellen Gründen auf, woraufhin der Verein vom Bundesinnenministerium ebenfalls verboten wurde. Die Klage gegen das erneute Verbot am Bundesverwaltungsgericht wurde am 14. Dezember 2018 abgewiesen. |
| 22  | Hells Angels MC Bonn | Bundesebene            | Thomas de Maizière (Bundesinnenminister)                              | 24.11.2016 | Gegen das ursprüngliche Verbot hatte der MC Klage eingelegt, das Oberverwaltungsgericht in Koblenz hob diese Entscheidung aus formellen Gründen auf, woraufhin der Verein vom Bundesinnenministerium ebenfalls verboten wurde. Die Klage gegen das erneute Verbot am Bundesverwaltungsgericht wurde am 14. Dezember 2018 abgewiesen. |
| 23  | Hells Angels MC Concrete City | Nordrhein-Westfalen    | Herbert Reul (Innenminister von Nordrhein-Westfalen, CDU)             | 18.10.2017 | Auch die Teilorganisation Clan 81 Germany wurde verboten. |
| 24  | Gremium MC Southgate | Baden-Württemberg      | Thomas Strobl (Innenminister von Baden-Württemberg)                   | 12.03.2021 | Vorausgegangen war eine Großrazzia von über einem Dutzend Objekten. |
| 25  | Bandidos MC Witten/Hohenlimburg und Teilorganisation Los Compadres Hagen                                                                  | Nordrhein-Westfalen    | Herbert Reul (Innenminister von Nordrhein-Westfalen, CDU)             | 15.04.2021 | Der Verein klagte gegen das Verbot vor dem Oberverwaltungsgericht für das Land Nordrhein-Westfalen. |
| 26  | Bandidos MC Federation West Central | Bundesebene            | Horst Seehofer (Bundesinnenminister)                                  | 12.07.2021 | Offiziell hatte sich der Verein Bandidos MC Federation West Central bereits vorher aufgelöst. Die Strukturen bestanden jedoch, wie es eine Razzia am 1. Juli 2021 zeigte, weiterhin fort. Dabei wurden bundesweit 104 Wohnungen und Vereinsräume durchsucht. Elf Tage später folgte das formale Vereinsverbot.                       |
| 27  | Hells Angels MC Berlin Central | Berlin                 | Iris Spranger (Senatorin für Inneres, Digitalisierung und Sport)      | 02.09.2022 | Die Teilorganisation MP 81 Berlin Central wurde auch verboten. |